# Centro histórico de Oaxaca de Juárez
El Centro Histórico de Oaxaca se encuentra en el estado de Oaxaca en la ciudad de Oaxaca de Juárez, México. En unión con el sitio arqueológico de Monte Albán es Patrimonio de la Humanidad declarado por la Unesco desde 1987, debido a la belleza de Oaxaca y su buen ejemplo de urbanismo colonial español. La solidez y el volumen de los edificios demuestran que estaban bien adaptados a la región sísmica donde estas joyas arquitectónicas fueron construidas.
Los terremotos destruyeron y causaron daños a los edificios más viejos de la ciudad, los que existen datan de principios del siglo XVIII.
El sitio arqueológico, fue habitado sucesivamente por los olmecas, zapotecas y mixtecas durante quince siglos. Los terraplenes, diques, canales, pirámides y montículos artificiales de Monte Albán fueron literalmente excavados en la montaña y son símbolos de una topografía sagrada.

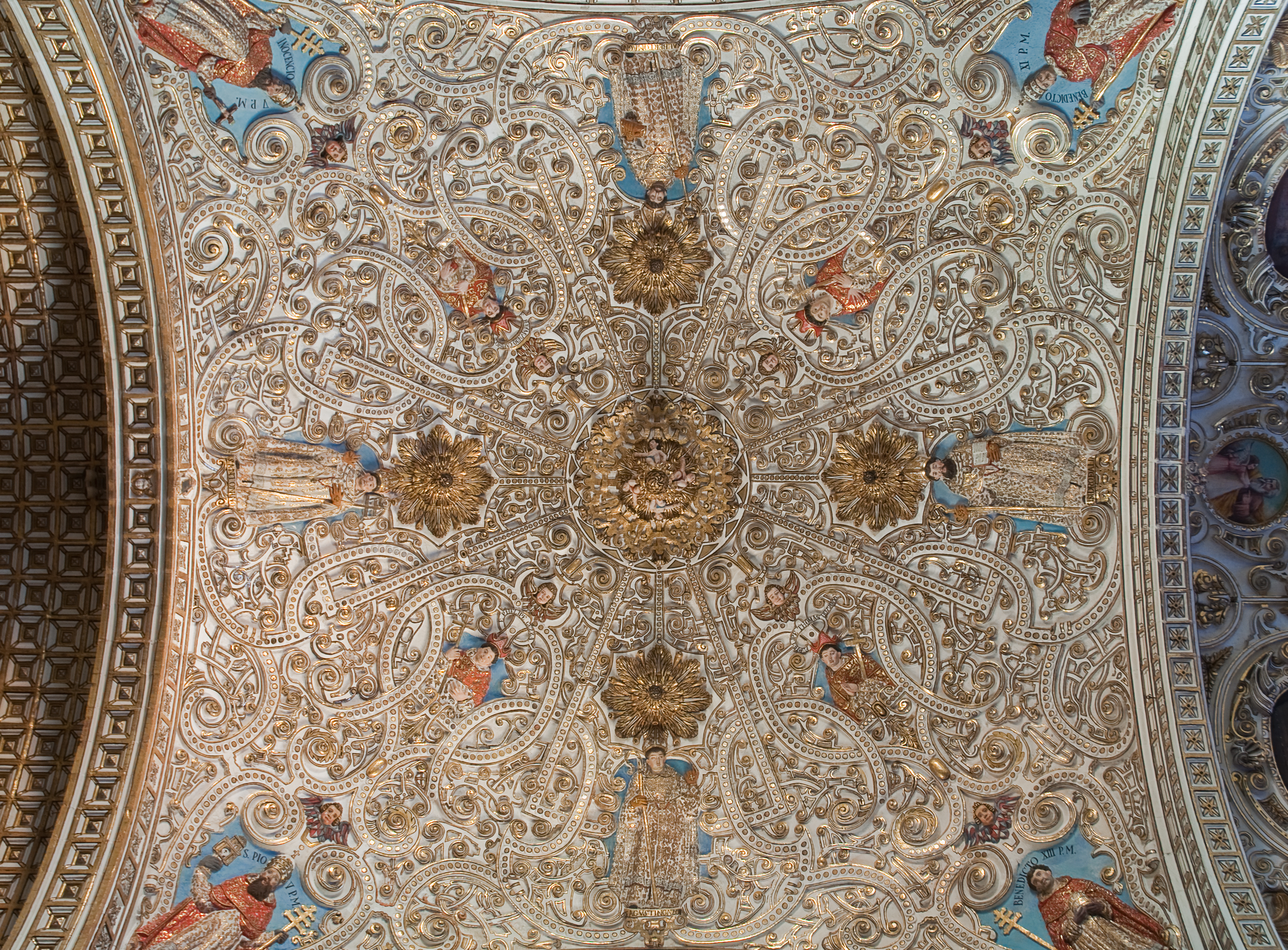
Convento de Santo Domingo de Guzmán.
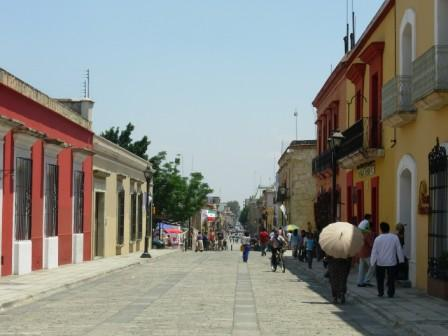
Calle Alcalá de Oaxaca.
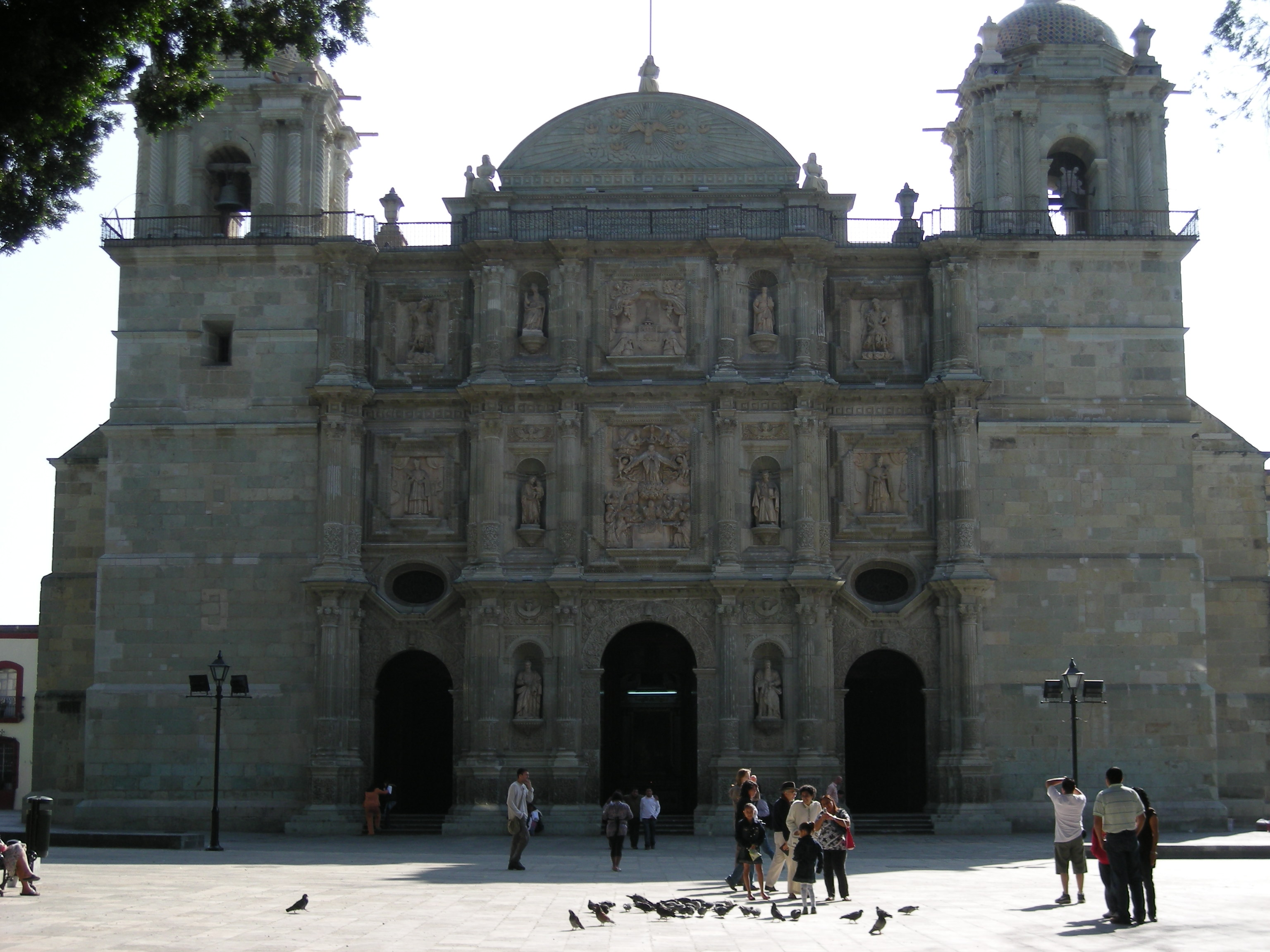
Fachada de la Catedral de Oaxaca.
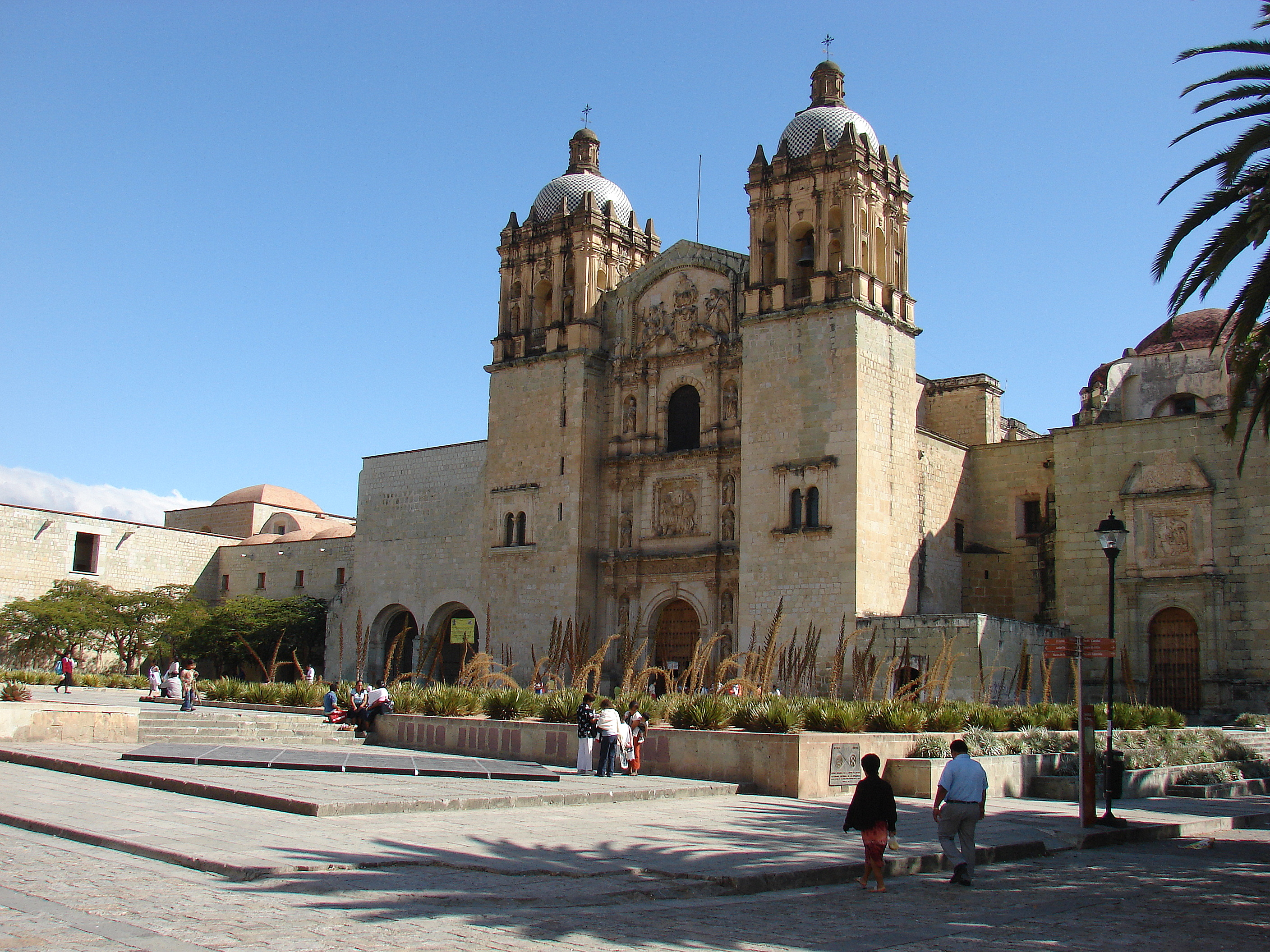
Convento de Santo Domingo de Guzmán.
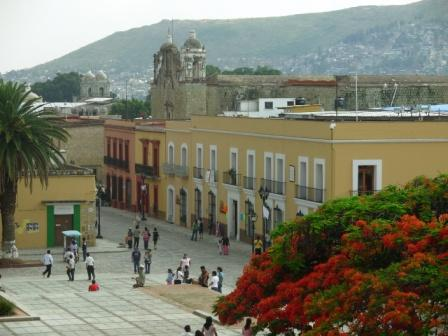
Explanada del Convento de Santo Domingo de Guzmán.
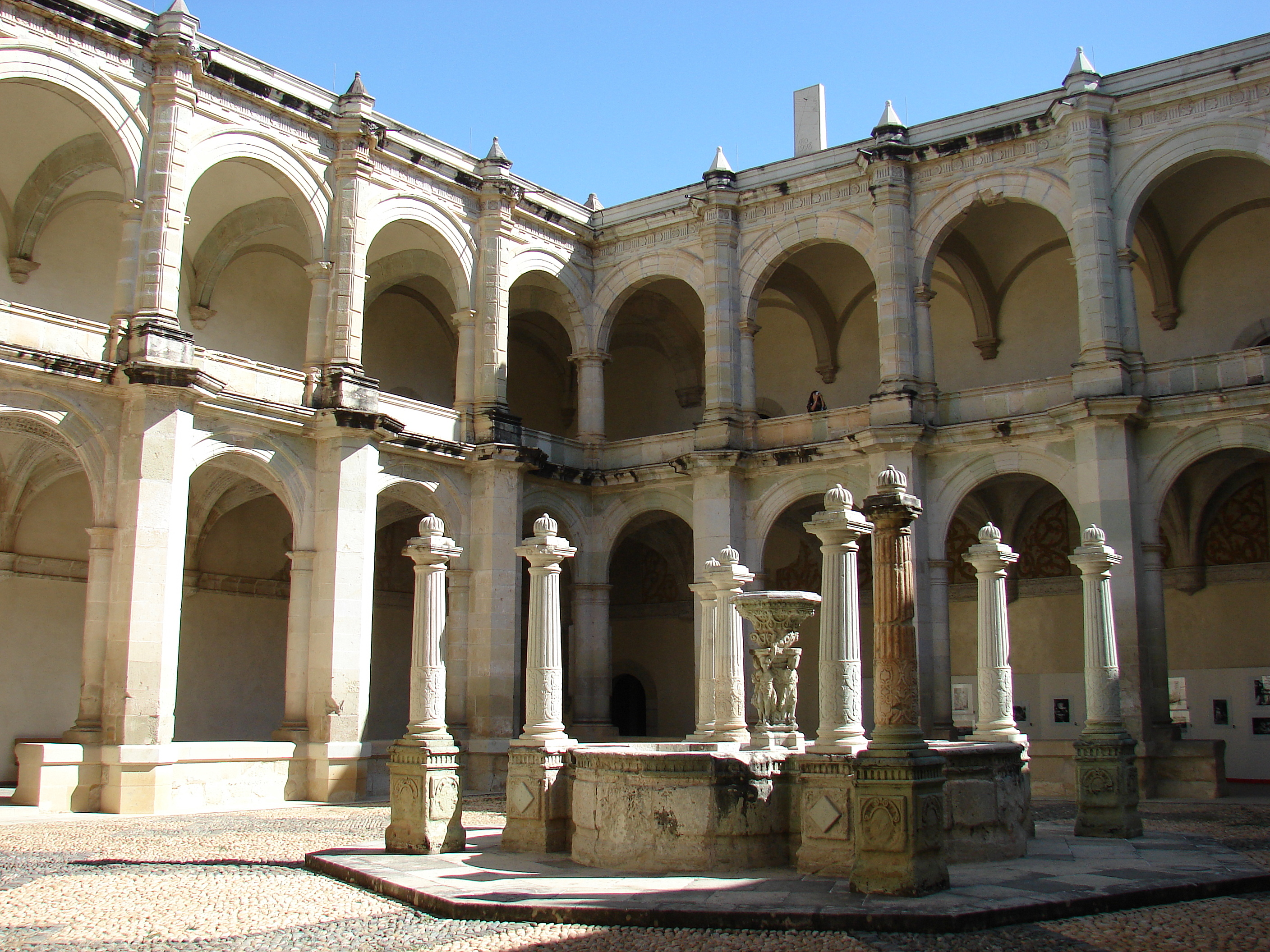
Convento de Santo Domingo de Guzmán.
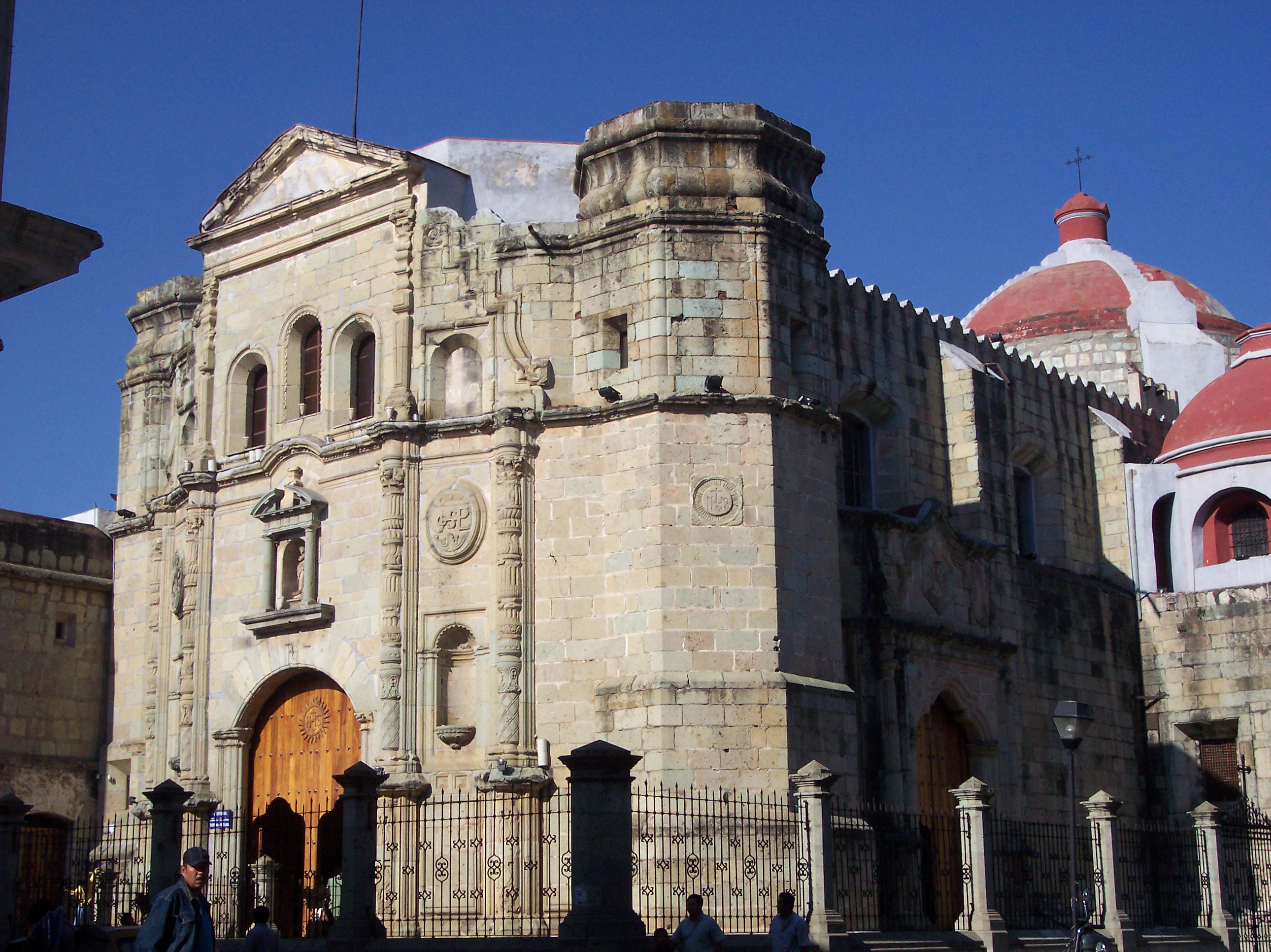
Iglesia de la Compañía de Jesús.
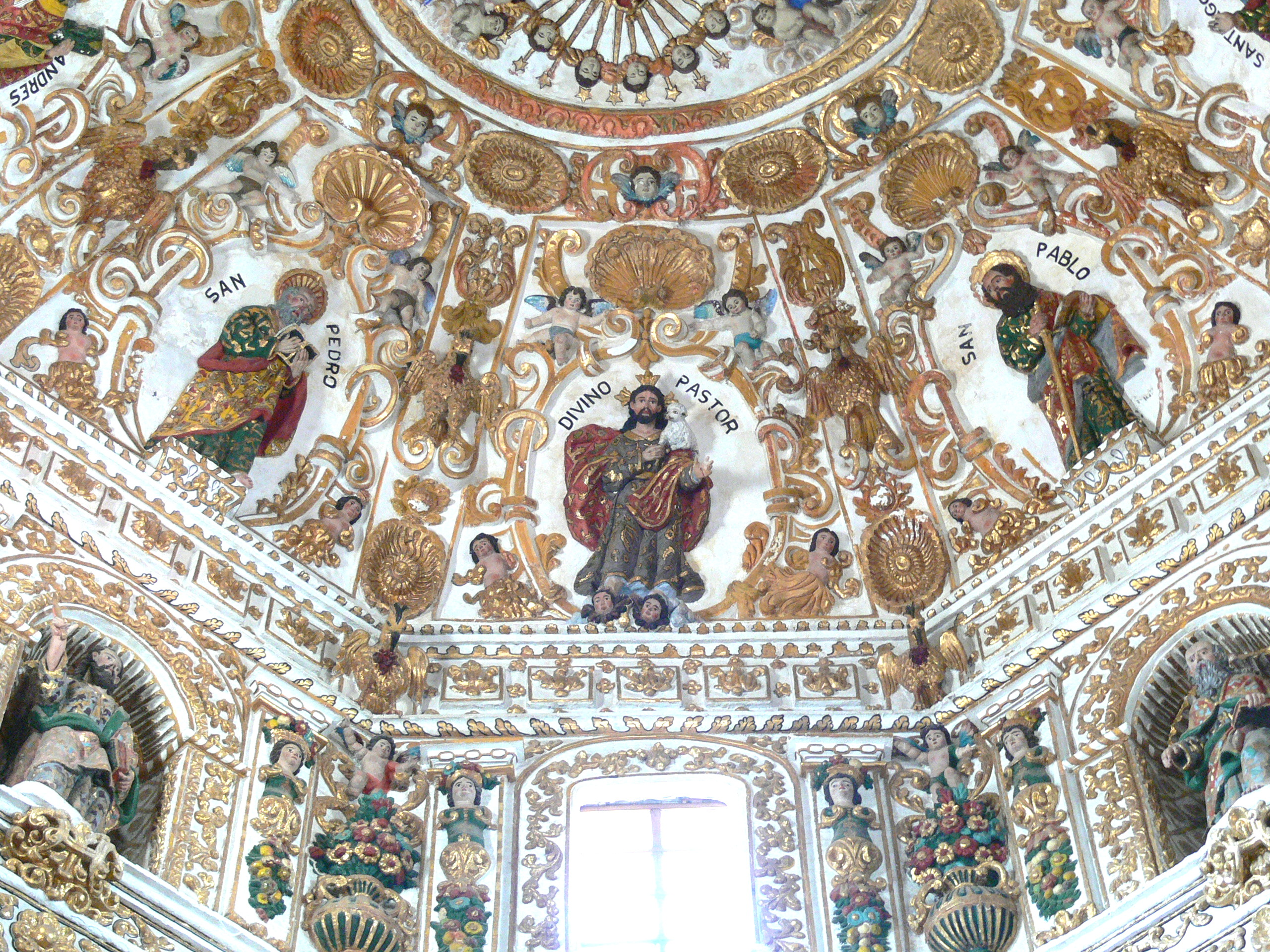
Cúpula de la capilla de Rosario.
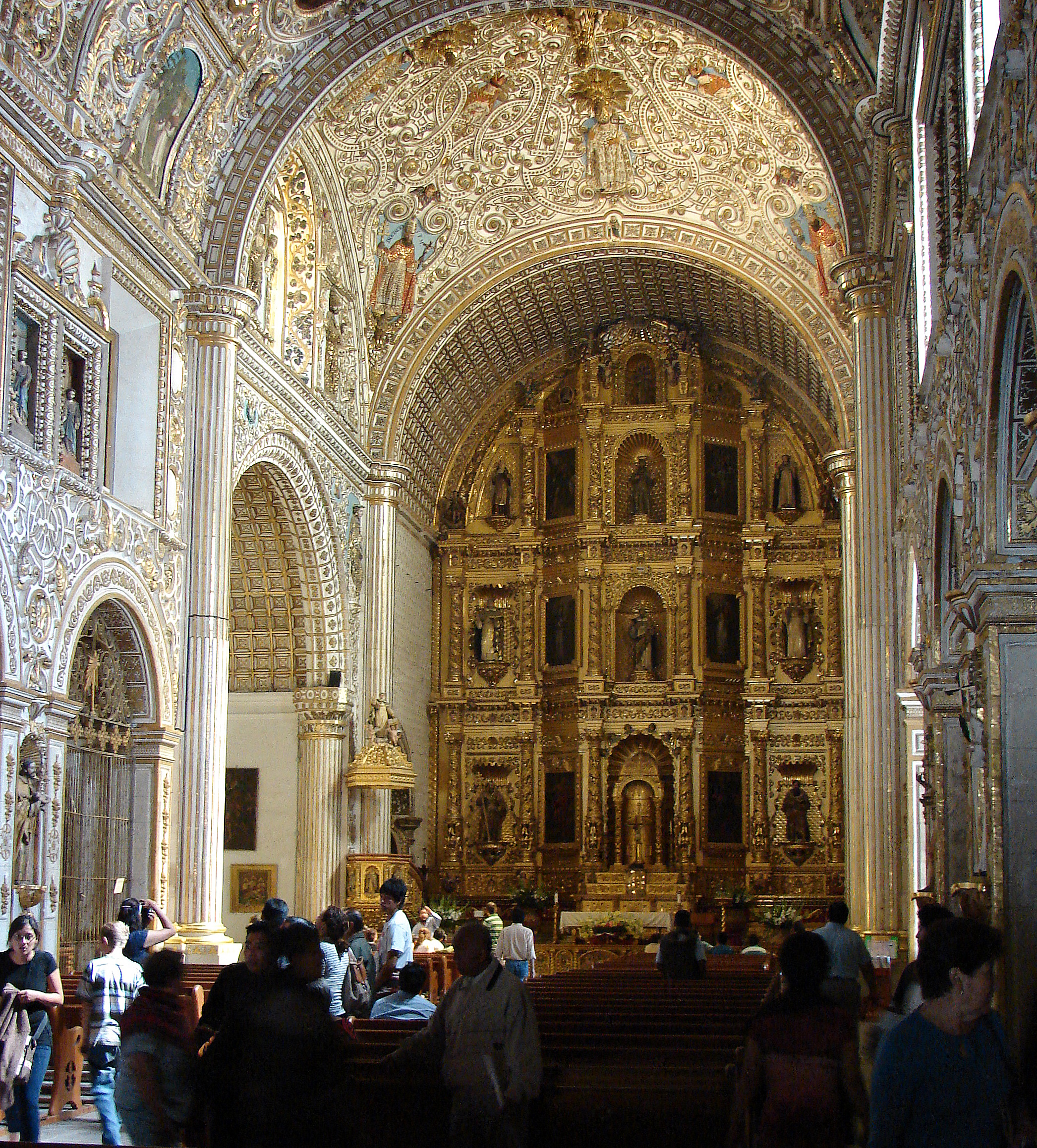
Convento de Santo Domingo de Guzmán.
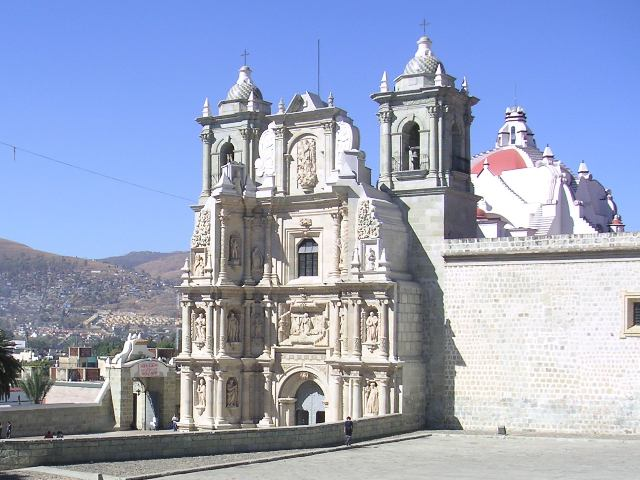
Nuestra Señora de la Soledad.
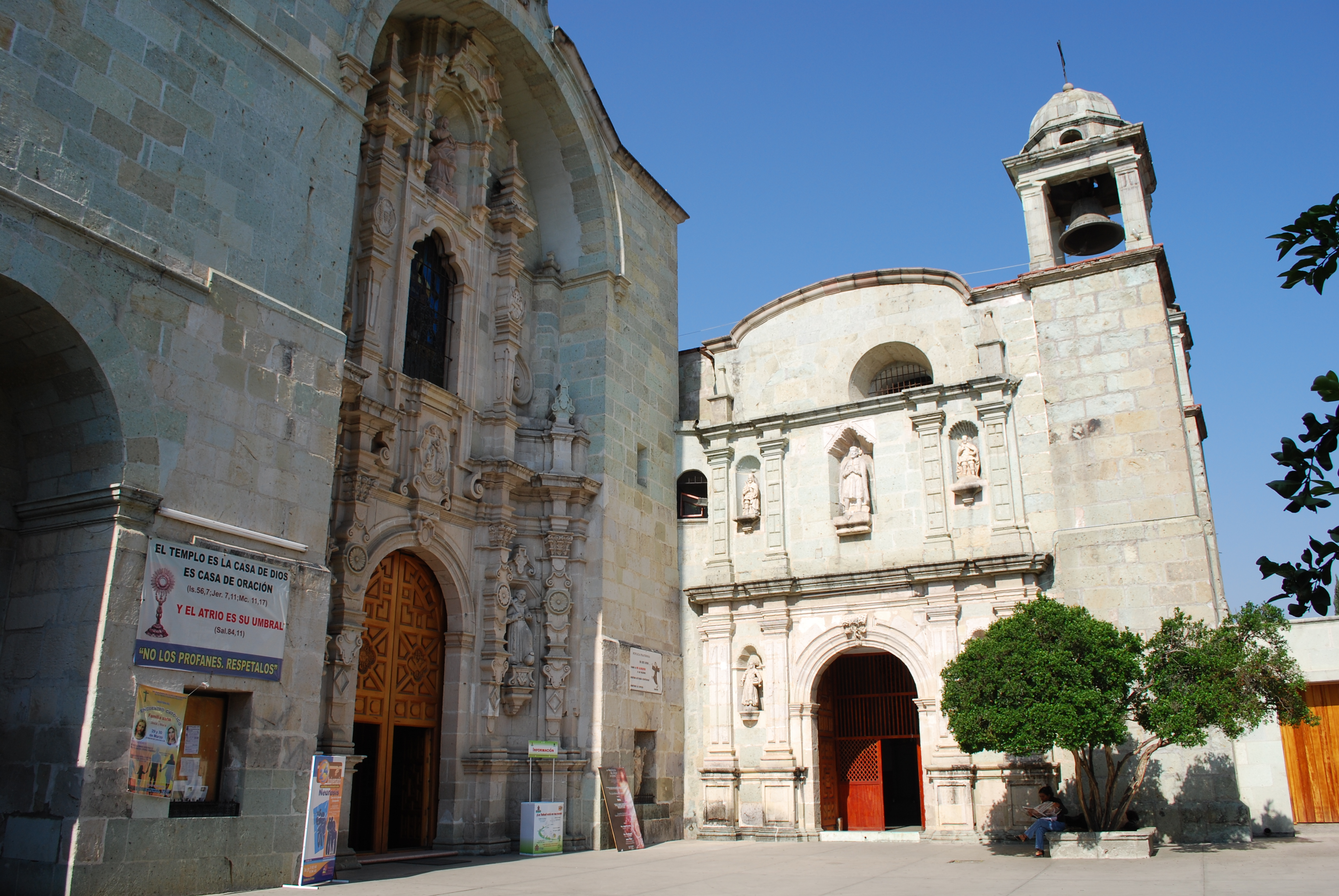
Iglesias.
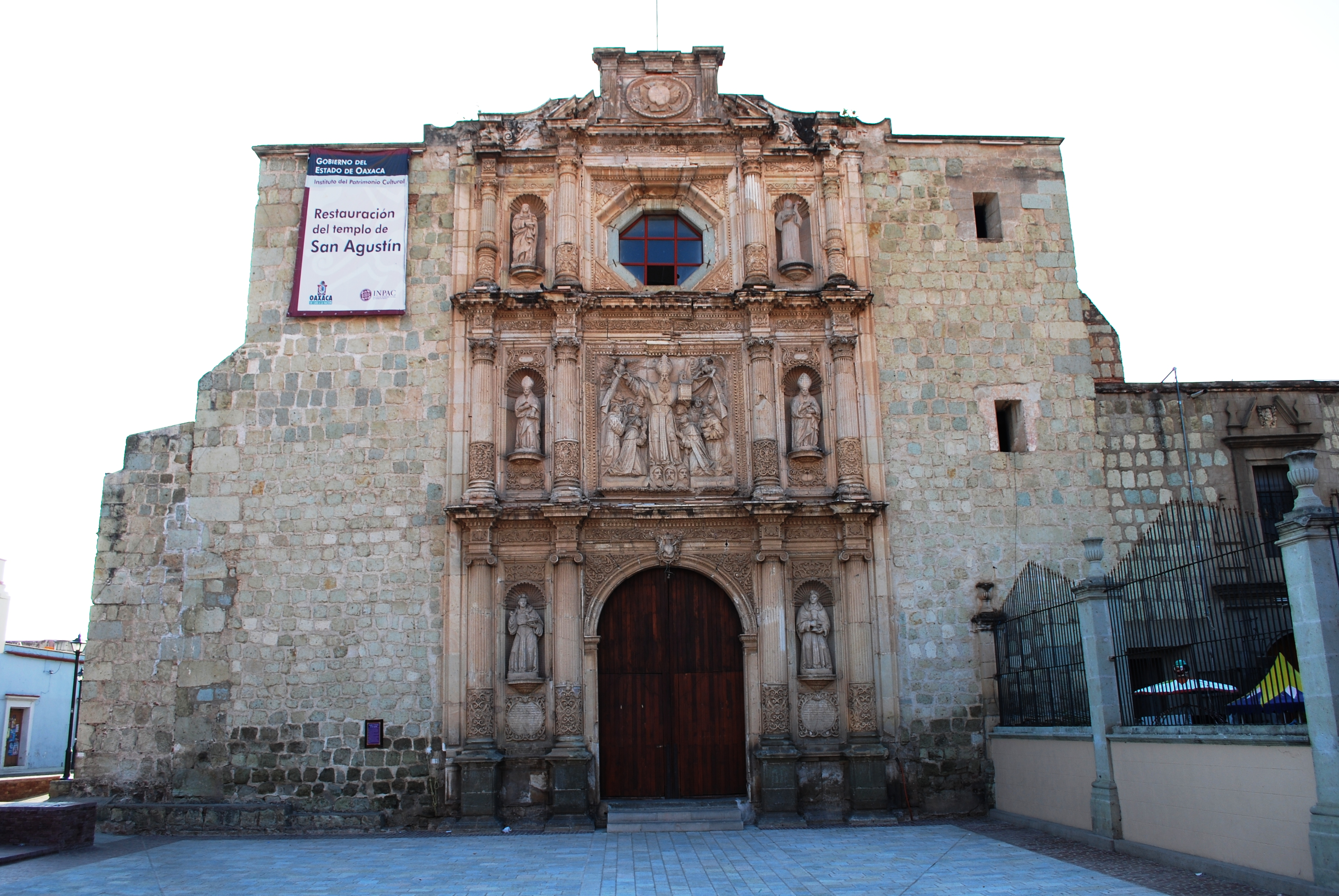
Iglesia de San Agustín.
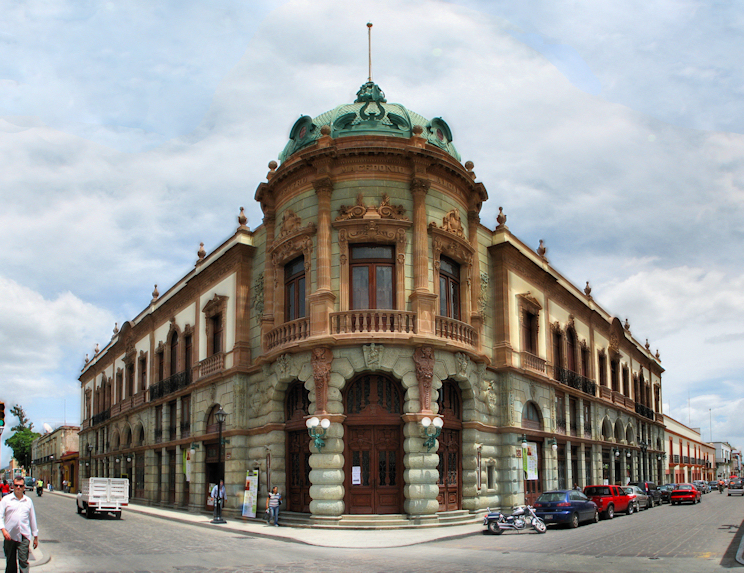
Teatro Macedonio Alcalá.
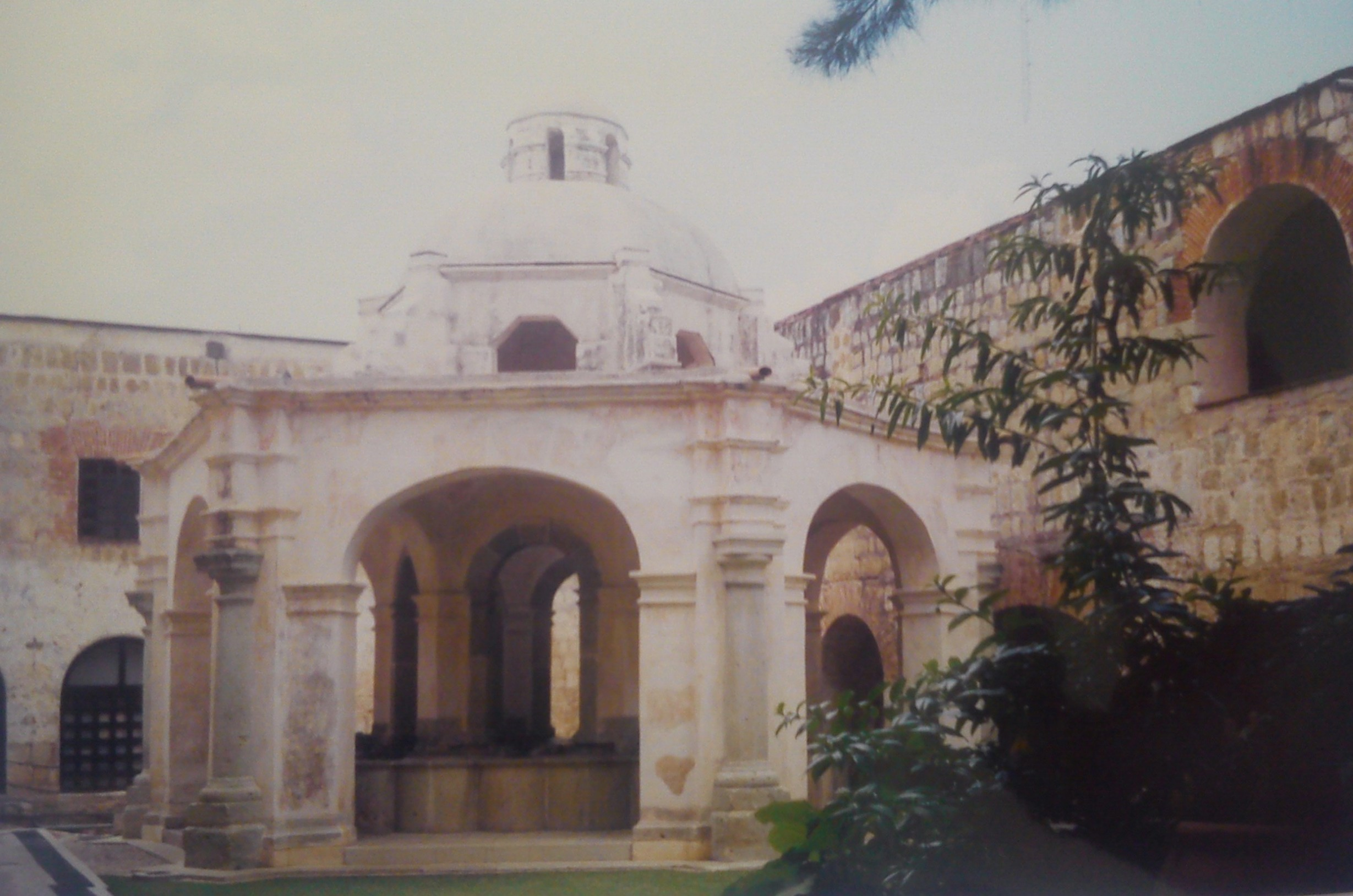
Los Lavaderos, en un ex convento de la ciudad de Oaxaca; actualmente, parte del Hotel Camino Real.